# عناب
عَنّاب یا تبرخون (نام علمی: Ziziphus jujuba) درختچه‌ای است متوسط از تیرهٔ سنجدیان که ارتفاع آن تا ۱۰ متر نیز می‌رسد. عناب بومی مناطق گرمسیر و خشک بوده و برگهای کوچک سبزرنگ، بدون کرک و تخم‌مرغی شکل آن در زمستان می‌ریزد. میوهٔ عَنّاب که دارای خواص دارویی بسیار زیادی می‌باشد در ابتدا سبز و گرد بوده و پس از رسیدن به رنگ قرمز-تیره و زیتونی شکل درآمده و چروک می‌خورد.
آب و خاک مناسب کشت؛ آب شیرین و خاک شیرین است که محصول بهتری می‌دهد.
درخت عناب باکیفیت نیز دارای رنگ تنه مایل به قهوه ای و عناب بی کیفیت دارای رنگ تنه صورتی_قرمز می‌باشد.
و درختچه عناب قابل پیوند زدن است.
عَنّاب را «خرمای قرمز» و «خرمای چینی» نیز می‌نامند.
عناب باکیفیت دارای نشانه‌هایی نظیر ۱-رنگ تیره مایل به قهوه ای و نه سرخ و روشن۲-گوشت میوه عناب باکیفیت سفید و شیرین است ۳-چروک درمیوه باکیفیت عناب بسیار کم و ناچیز و مرغوبیت آن به صاف بودن سطح میوه است (عناب چروک برای مصارف دارویی، دمنوش و گرفتن پودر حبه عناب است).

## پراکندگی
با توجه به کشت گستردهٔ عَنّاب، رویشگاه اصلی این درخت به درستی مشخص نیست ولی چنین تصور می‌شود که خاستگاه طبیعی آن باید در آسیای جنوبی مابین لبنان، جنوب غرب افغانستان، شمال هندوستان، شبه جزیره کره و جنوب و مرکز چین بوده باشد. ایران دارای رتبه دوم جهانی از نظر سطح زیر کشت و تولید عَنّاب است. سطح زیر کشت محصول عَنّاب در ایران حدود ۳۰۰۰ هکتار می‌باشد که از این سطح بیش از ۹۵٪ آن یعنی حدود ۲۸۵۰ هکتار آن در خراسان جنوبی واقع شده و ۴۲۰۰ تن محصول عَنّاب از آن تولید می‌گردد. بررسی سوابق تاریخی خراسان جنوبی نشان می‌دهد گذشتگان این مرز و بوم کاشت و مراقبت از درخت را یک ضرورت برای بقای خود دانسته و امروزه درختان کهنسال متعددی در این استان به یادگار مانده است که در میان آن‌ها درختان عَنّاب با نزدیک به ۴۰۰ سال سن هم مشاهده می‌شوند.

## رویش
عَنّاب درختچه‌ای است خزان پذیر که به صورت مستقیم یا کج و معوج رشد کرده و ارتفاعی بین ۵ تا ۱۰ متر پیدا می‌کند. برگ‌های بیضی شکلش کشیده، بدون کرک و سبز براق بوده و حاشیه‌هایش دندانه‌دار می‌باشد. گل‌ها سبز متمایل به زرد و بسیار کوچک بوده، قطرشان به ۵ میلی‌متر می‌رسد و دارای ۵ گلبرگ ناپیدا می‌باشند. میوه‌های درخت بیضوی شکل و سفت بوده و طولشان به ۲–۳ سانتی‌متر می‌رسد. عَنّاب نارس سبز و لغزنده بوده و طعمی شبیه به سیب دارد که پس از رسیدن به رنگ قرمز تیره درآمده و چروک می‌خورد. میوهٔ عَنّاب که هسته‌ای دراز و باریک دارد در پاییز به‌طور کامل می‌رسد. مزهٔ آن شیرین، خوراکی بوده و دارای خاصیت دارویی می‌باشد.

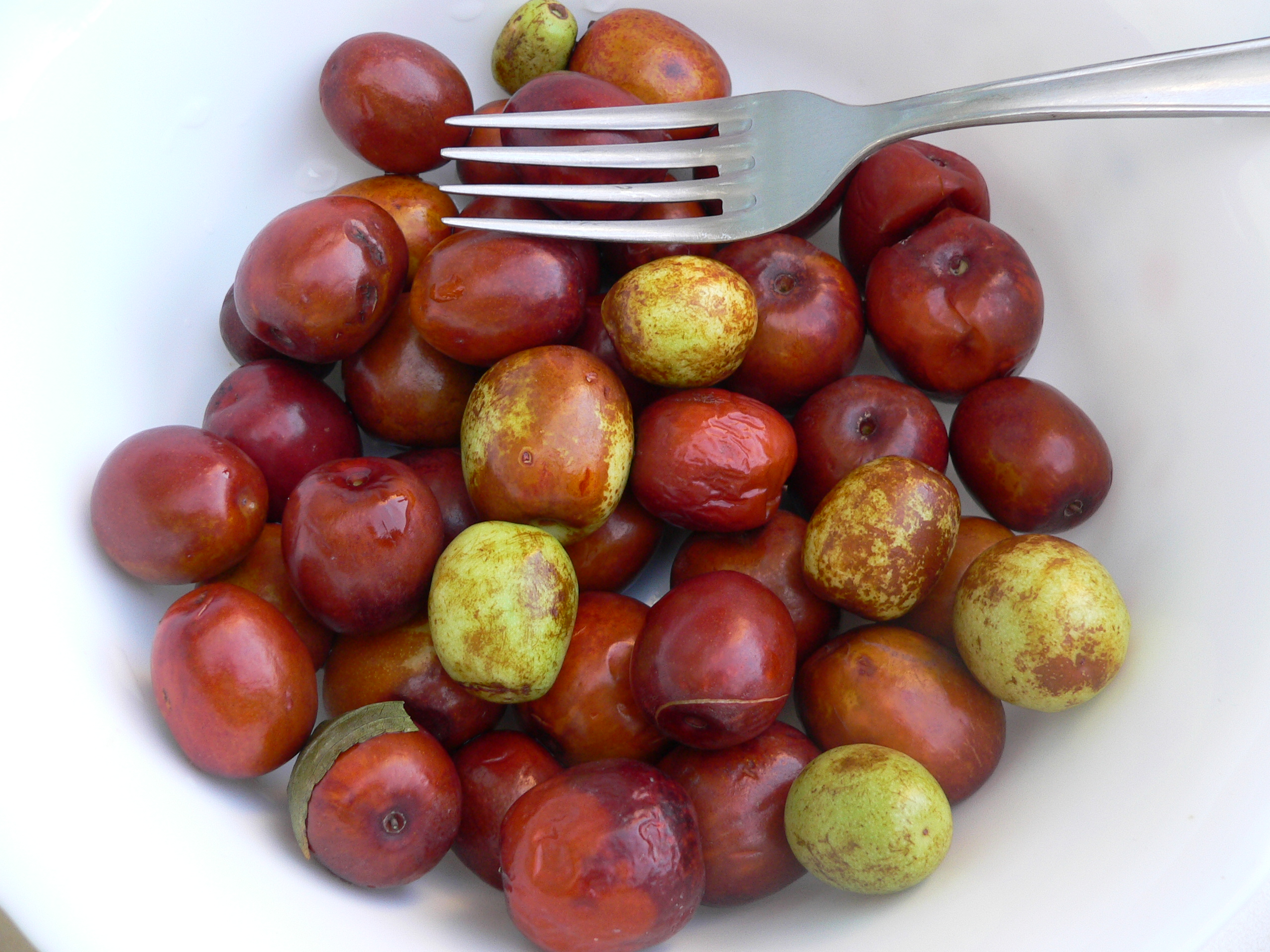
عناب تازه

## مصارف خوراکی

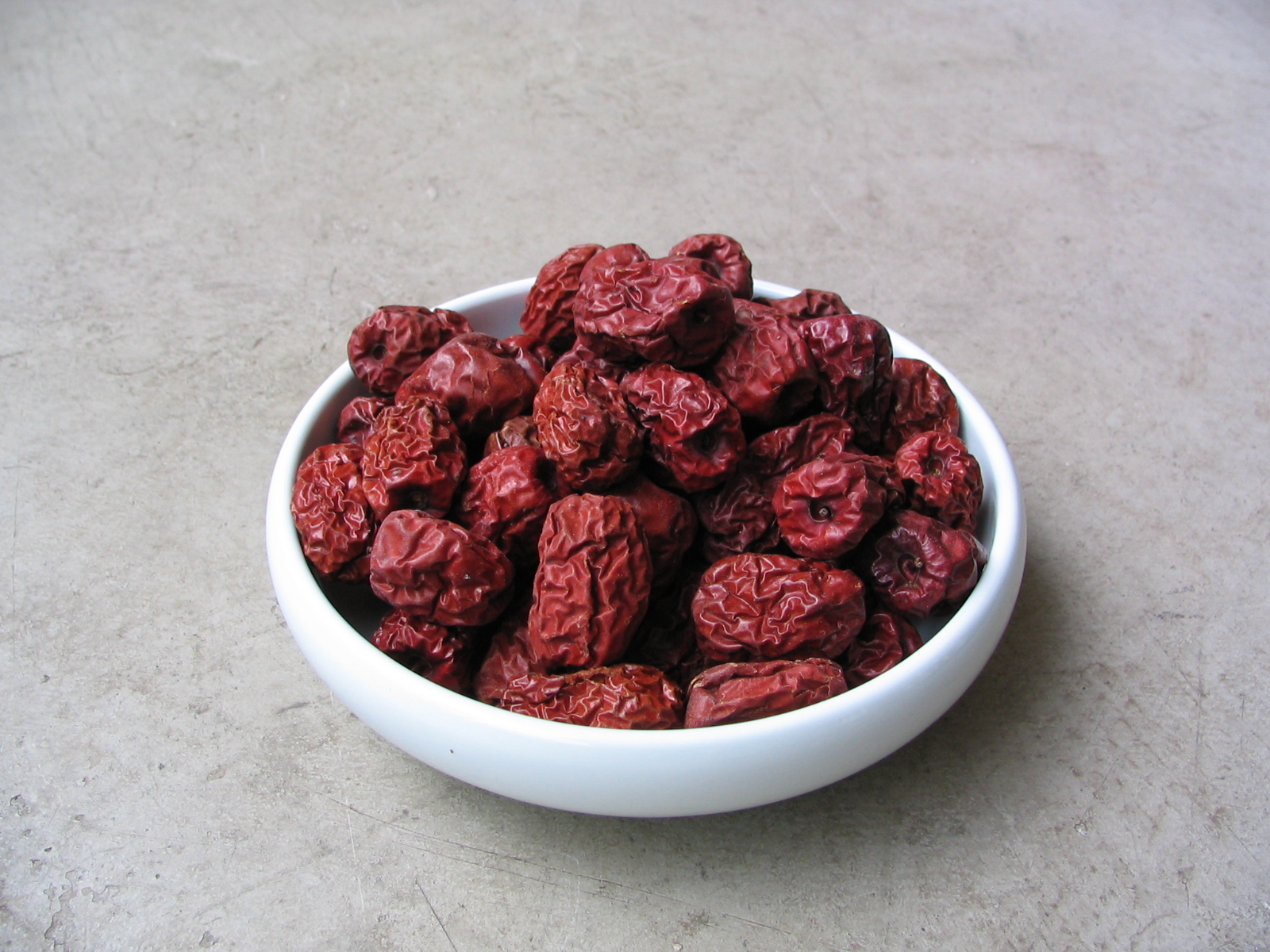
میوهٔ خشک‌شدهٔ عناب

در بریتانیا عَنّاب را به صورت خشک‌شده یا به صورت آب‌نبات‌های طعم‌دار همراه با چای عصر می‌خورند. در کره، چین و تایوان، شربت شیرین میوه عَنّاب را مورد استفاده قرار می‌دهند. در برخی مناطق از عَنّاب برای تهیهٔ سرکه استفاده می‌شود و در آفریقا از آن کیک درست می‌کنند. عَنّاب کنسرو شده و چای با طعم عَنّاب نیز در جهان استفاده می‌شود اما در ایران، پاکستان و هندوستان، عَنّاب را بیشتر به صورت خشک شده استفاده می‌کنند.

## خواص دارویی

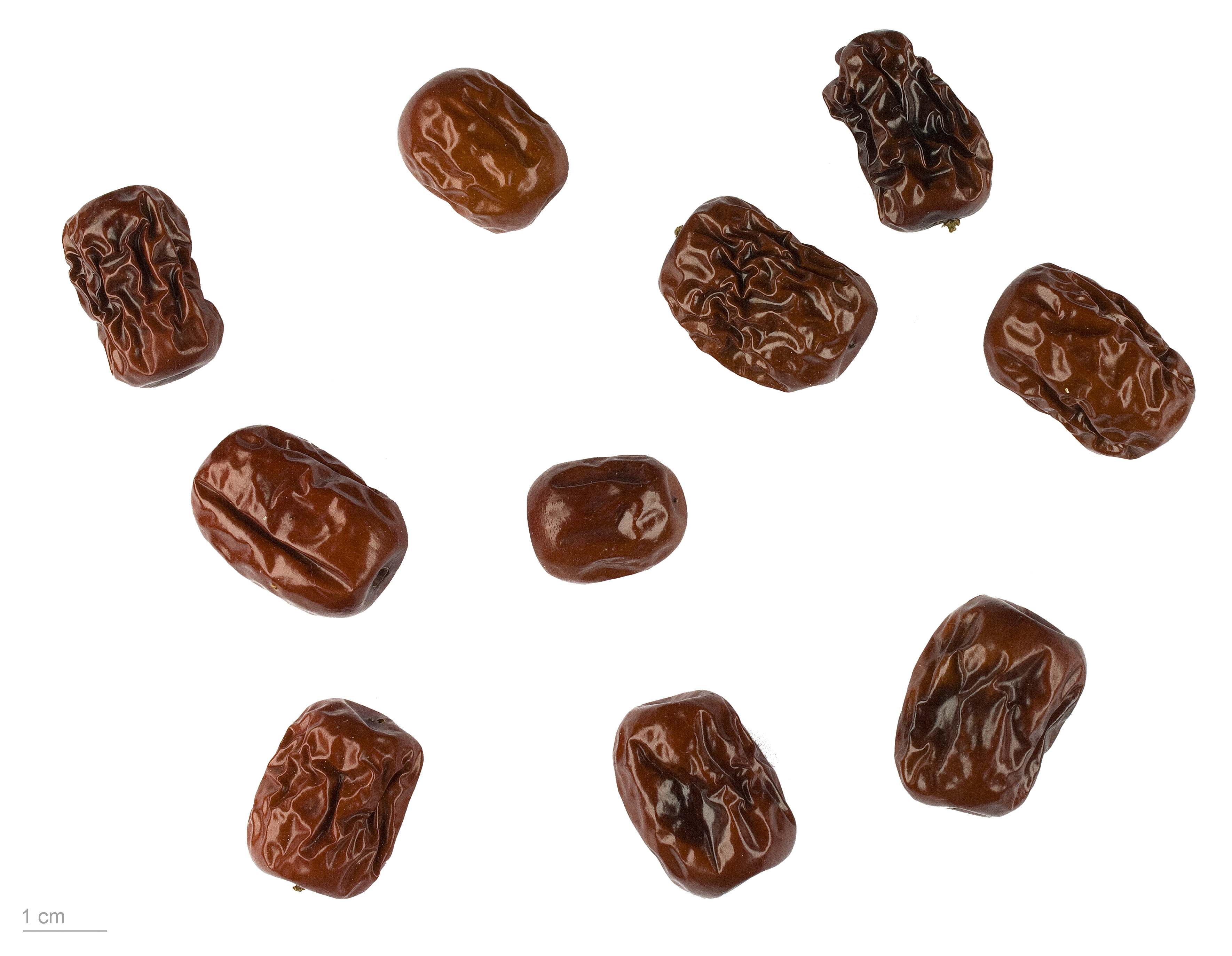
عناب تازه خشک شده

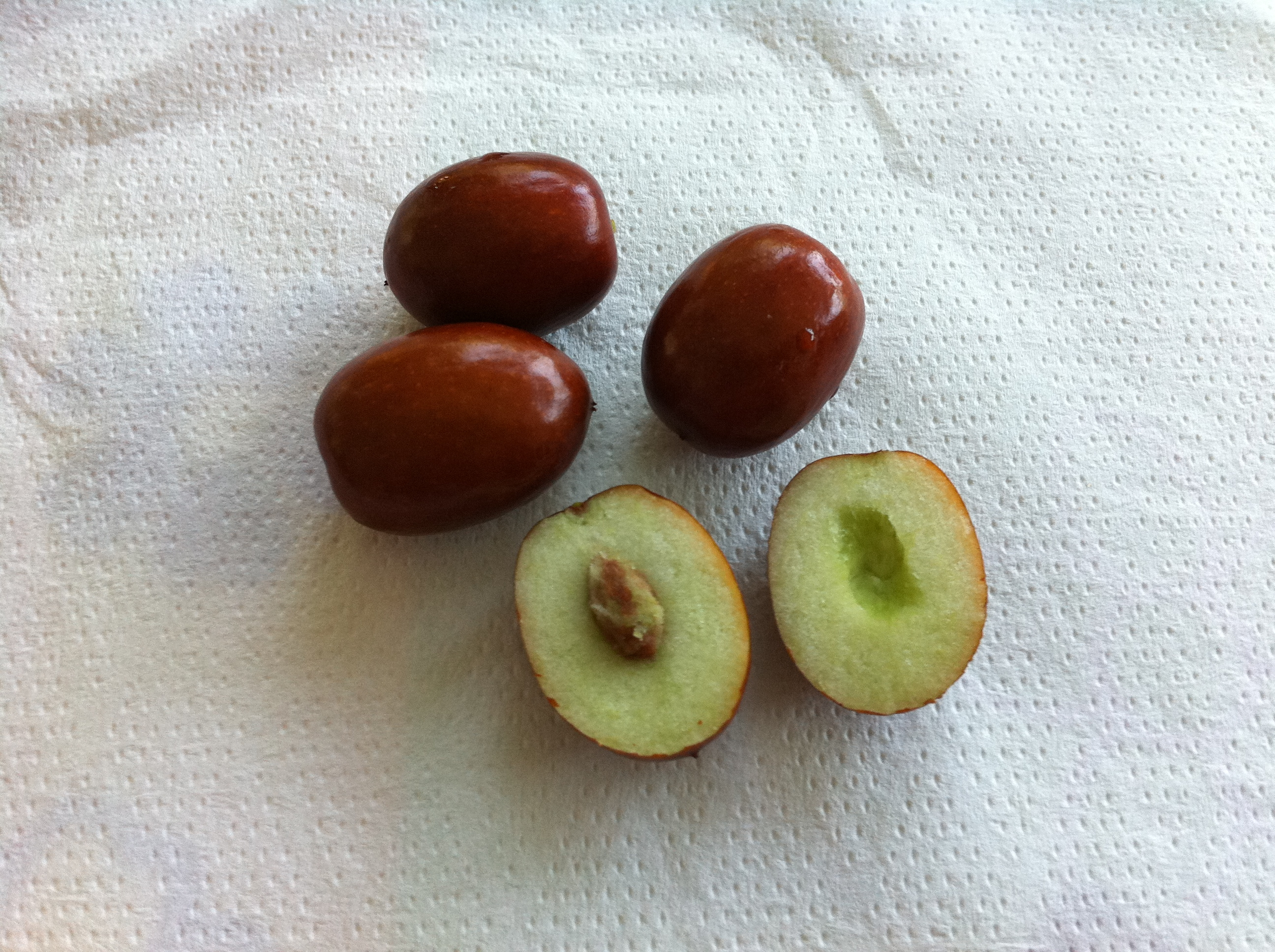
عناب تازه و عناب تازه برش خورده

عَنّاب آرامش‌بخش و ضد بدخلقی است و در طب سنتی چین و کره از آن به عنوان دارویی که سبب کاهش اضطراب می‌شود و تقویت کننده معده و طحال و سیستم گوارشی است استفاده می‌کنند. عَنّاب خون را تصفیه و سموم را از بدن دفع می‌کند، سبب روشنی پوست شده و از بروز مشکلات قلبی جلوگیری می‌نماید.
عَنّاب خونساز، ملین و دارای لعاب بسیار است و سینه را نرم می‌نماید. استفاده از مغز میوه در زخم‌ها و بریدگی‌ها سبب سرعت بخشیدن به بهبود آن‌ها می‌شود. عَنّاب همچنین دندان‌ها را در برابر پوسیدگی مقاوم می‌سازد.
چای عَنّاب دارای ماده ضدسرطانی ساپونینز است. این چای باعث ترمیم بافت‌های آسیب دیده و تقویت عضلات می‌شود.
از جوشانده برگ عناب برای تسکین گلودرد و از عصاره آن برای درمان آن استفاده می‌شود.
به خاطر سپرده شود که عناب باعث ازدیاد ویتامین k در خون می‌شود و خون را سفت می‌کند. پس بهتر است کسانی که غلظت خون بالایی دارند از مصرف آن پرهیز نمایند.
عناب دارای آنتی‌اکسیدانی است که خطر مبتلا شدن به بیماری‌های کبدی را پایین می‌آورد. اضافه‌کردن عناب به برنامه غذایی هر روزه می‌تواند تا حد زیادی در کارکرد کبد مؤثر واقع شود. حتی آزمایش‌ها نشان داده‌اند که مصرف عصاره عناب در پایین آوردن مقدار چربی در کبد و همچنین کاهش کلسترول و تری‌گلیسرید بسیار مؤثر است.
همچنین در طب اسلامی به علت پاکسازی خون باعث از بین رفتن جوش صورت می‌شود.

## ارزش غذایی
این میوه منبع خوبی از ویتامین C و حاوی مقادیر قابل ملاحظه‌ای مواد معدنی است. همچنین دارای پروتئین، کربوهیدرات و مواد معدنی کلسیم، فسفر، آهن، کاروتن، تیامین، ریبوفلاوین، نیاسین و فلور می‌باشد. در ضمن حاوی پکتین (به عنوان کلسیم پکتات) به عنوان فیبر محلول مؤثر در کاهش چربی و قند خون است. محتوای چربی کل میوه عَنّاب بسیار کم است. نسبت اسیدهای چرب اشباع نشده به کل چربی در میوه عناب بالا است.